# ヤドヴィガ (ポーランド女王)
ヤドヴィガ・アンデガヴェンスカ（ポーランド語：Jadwiga Andegaweńska,1373年10月3日/1374年2月18日 - 1399年7月17日）は、ポーランド女王（在位：1384年 - 1399年）。ハンガリー王・ポーランド王ラヨシュ1世（ルドヴィク1世）の末娘、母はその2番目の妻でボスニア太守スティエパン2世の娘であるエリザベタ・コトロマニッチ。女性の君主でありながら「女王」（regina, queen）ではなく「王」（rex, king）の称号を持つが、これはヨーロッパでは非常に稀な例である。ハンガリー名はヘドヴィグ（Hedvig）。カトリック教会の聖人で、女性君主、王妃および統合ヨーロッパの守護聖人である。

## 生涯

### 生い立ち (1373年か1374年 – 1382年)
ヤドヴィガはハンガリー王国の首都ブダで生まれた。ハンガリー王でポーランド王でもあるラヨシュ1世とその2人目の妻であるボスニア出身のエリザベタ・コトロマニッチとの3女であり、末娘であった。祖母はエルジュビェタ・ウォキェトクヴナとエルジュビェタ・クヤフスカであり、2人ともクヤヴィ・ピャスト家の娘であるため、ヤドヴィガはクヤヴィ・ピャスト家の血を引いている。歴史家のオスカー・ハレツキは、「家系図は、ヤドヴィガが他の王家よりも多くポーランドの血を引いていることを明確に表している」と結論付けた。ヤドヴィガはおそらく1373年10月3日から1374年2月18日の間に生まれたとされている。遠い先祖であるシロンスクのヤドヴィガの名から名付けられた。シロンスクのヤドヴィガはヤドヴィガが生まれた当時のハンガリー王宮で特別に敬われていた。
ラヨシュ1世は息子がいなかったため、娘たちが領地を継承する権利を確実にしたいと考えた。そのため、ヨーロッパの各王室はラヨシュ1世の3人の娘との結婚を魅力的なものとしてみなした。オーストリア公レオポルド3世は、1374年8月18日に長男のヴィルヘルムをヤドヴィガに求婚させていた。シュラフタの使節は、ラヨシュ1世が貴族の自由の拡大と承認を1374年9月17日のコシツェの特権の中で確かめた後に、娘の1人がポーランド王位を継ぐことを認めた。シュラフタはラヨシュ1世の要求に応じ、娘の1人であるカタリンに忠誠を誓った。
ラヨシュ1世は1375年3月4日にヤドヴィガをオーストリアのヴィルヘルムへ嫁がせることに同意した。中世の婚約形式に則り、2人の婚約は「将来の婚姻約束(Sponsalia de futuro)」として1378年6月15日にハインブルク・アン・デア・ドナウで祝われた。この儀式は教会の儀礼なしに、2人が成人する時に結婚初夜を迎える法的枠組みを確立を意味した。レオポルド3世は、ヤドヴィガが父のラヨシュ1世から結婚持参金としてヴェネツィア共和国から征服される予定のトレヴィーゾのみを受け取ることに同意した。この儀式の後、ヤドヴィガはほぼ2年間をオーストリア、主にウィーンに滞在することになった。
1378年暮れにカタリンが亡くなった。ラヨシュ1世は最も影響力のあったポーランド領主らを説得して、1379年9月にカタリンの妹のマーリアへ忠誠を誓わせた。マーリアはカジミェシュ3世の曽孫であるジギスムントと婚約していた。ラヨシュ1世はカジミェシュ3世からポーランド王位を継承している。ヤドヴィガとヴィルヘルムの「約束された結婚」は1380年2月12日にズリョム（現スロバキアのズヴォレン）の会合にて2人の父によって確認された。ハンガリーの領主もこの文章を承認した。このことはヤドヴィガとヴィルヘルムがラヨシュ1世によるハンガリー統治の後継者であることを暗示した。
1382年7月25日、ポーランド領主と聖職者の使節団はジギスムントに対し未来の王として正式に敬意を払った。ポーランドはラヨシュ1世がハンガリーの領主と高位聖職者にもヤドヴィガとヴィルヘルムを自らの後継者として受け入れるよう説得する計画があると思っていた。しかし、ラヨシュ1世は1382年9月10日に亡くなった。ヤドヴィガは父の死に際に立ち会った。
ヤドヴィガは当時の王女に相応しい高度な教育を受け、ラテン語、ボスニア語、ハンガリー語、セルビア語、ポーランド語、ドイツ語を自由に使いこなし、美術や音楽、中世科学の素養も身につけていた。また信心深く、マルタとマリアの姉妹、スウェーデンのビルギッタ、シロンスクのヤドヴィガ（ヤドヴィガの名前はこの聖女にあやかったもの）といった聖女たちを特に篤く崇敬していたといわれる。

### 治世

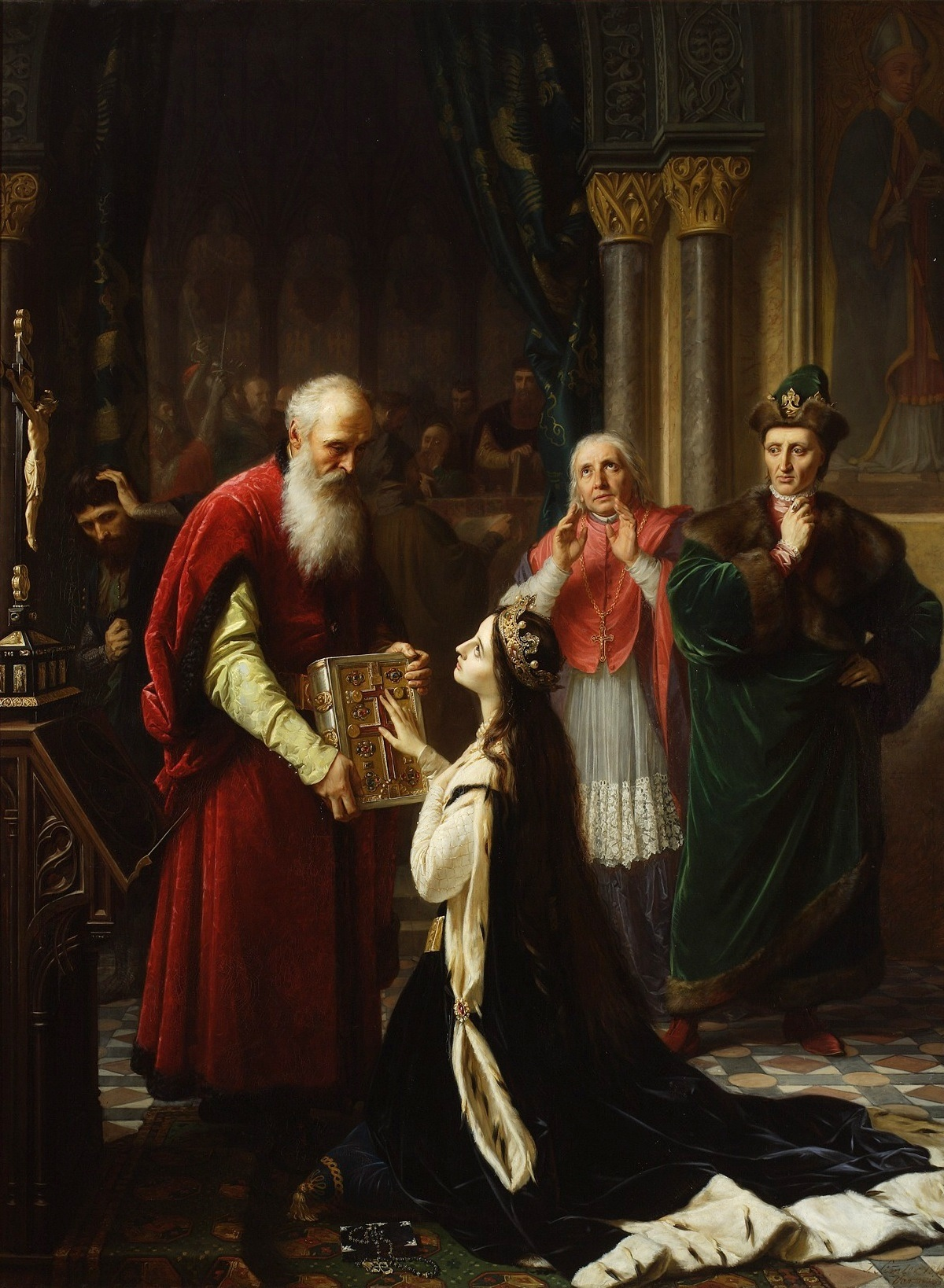
「ヤドヴィガの誓い」かつての許嫁との不義の疑いのかかった女王が、夫の面前で聖書に手をおき貞節を誓う場面、ユゼフ・シムレル画

ポーランドでは1370年、カジミェシュ3世が適当な後継者を残さずに死去し、その姉エルジュビェタが息子ラヨシュ1世に王位を継がせ、1380年まで事実上の君主としてポーランドを統治していた。1382年にラヨシュが死去すると、ハンガリーではマーリアが王位を継いだが、ポーランド王国の事実上の支配者であるマウォポルスカ地方の貴族たちは、ハンガリーとの同君連合の継続を意味するマーリアとその婚約者ジギスムントの統治を拒んだ。彼らはマーリアの妹ヤドヴィガを女王に迎えると宣言し、1383年に起きたヴィエルコポルスカ内戦が終息した1384年11月、10歳のヤドヴィガが王位についた。この時ヤドヴィガは「王の配偶者」の意味を含む「女王」（Regina Poloniæ）ではなく、男性君主を指す「国王」（Rex Poloniæ）の称号をもって即位した。この後、1387年にハンガリー摂政である母エリザベタが、クロアチアの有力貴族フランコパン家の策謀で暗殺され、ヤドヴィガは母方の叔父であるボスニア王トヴルトコ1世を後見人とした。1395年には姉マーリアが難産で死去し、ヤドヴィガは実家の家族を全て失った。
即位したヤドヴィガには、ピャスト家の流れをくむマゾフシェ公家出身のシェモヴィト4世と、マウォポルスカ貴族の支持を受けるリトアニア大公ヨガイラの2人が新たな結婚候補として浮上した。許嫁のオーストリア公ヴィルヘルムは、1385年にヤドヴィガと正式に結婚して共同統治者の地位を獲得しようとしたが失敗し、ポーランドから追放された。ヴィルヘルムは後に、ヤドヴィガの一族で相続権をめぐるライバルだったナポリ王カルロ3世の娘ジョヴァンナと結婚した。

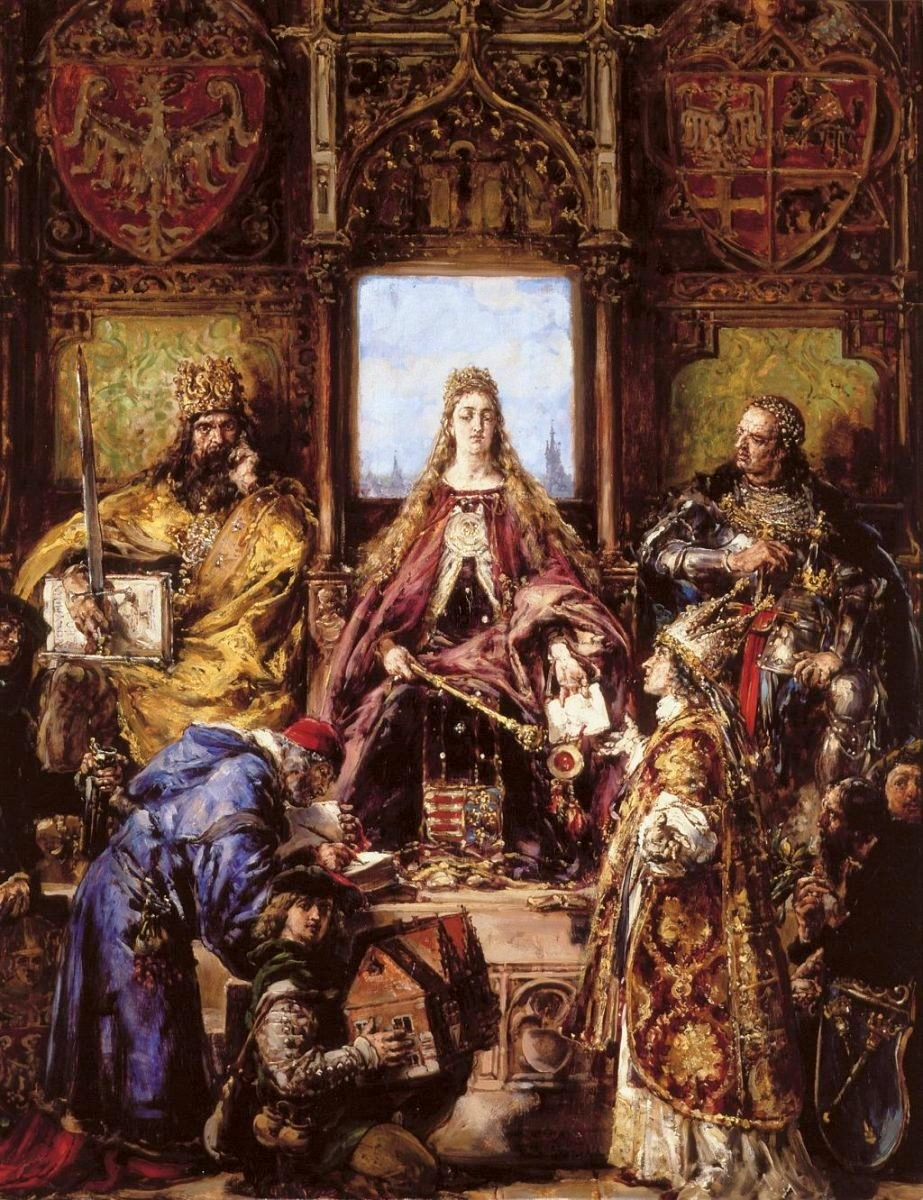
クラクフ大学を復興させるヤドヴィガ、ヤン・マテイコ画

結婚相手にはヨガイラが決まり、1385年8月マウォポルスカの貴族たちとヨガイラの間でクレヴォ合同に関する条約が結ばれた。この条約では異教徒ヨガイラとリトアニア大公国がカトリック教会に入信するのを条件に、ヨガイラがヤドヴィガと結婚してポーランドの主権を獲得し、ポーランド・リトアニア連合王国を形成するという取り決めがされた。12歳のヤドヴィガは、洗礼を受けて新たにヴワディスワフ2世と名乗った38歳のヨガイラと結婚した。主権は夫に渡ったものの、ヤドヴィガは共同統治者の地位を保った。
幼いヤドヴィガはほとんど実権を持たなかったが、宮廷において政治・外交・文化面での役割を果たし、ヴワディスワフ2世がポーランド領の失地回復を約束した際には、この宣言の法的保証人となっている。1387年にポーランドはハンガリー領となっていた赤ルテニアのハールィチを取り戻し（ハールィチ・ヴォルィーニ戦争）、同年9月にモルダヴィアの君主ペトル1世を臣従させた。1390年、ヤドヴィガはドイツ騎士団との和平交渉を開始し、自ら交渉の席についている。しかし国政の主要領域は夫ヴワディスワフ2世の裁量下にあり、ヤドヴィガが王権を行使していたのは主に文化事業、慈善事業という分野に限られていた。ヤドヴィガは私財を投じて多くの著述家や芸術家のパトロンとなったり、病院を建設したりした。彼女はリトアニアのキリスト教化にも力を注ぎ、20人のリトアニア人に奨学金を与えてプラハ大学で学ばせ、ヴィリニュス司教区を設置した。また治世中の最も有名な文化的貢献はクラクフ大学（現在のヤギェウォ大学）の復興である。

### 王朝の存続

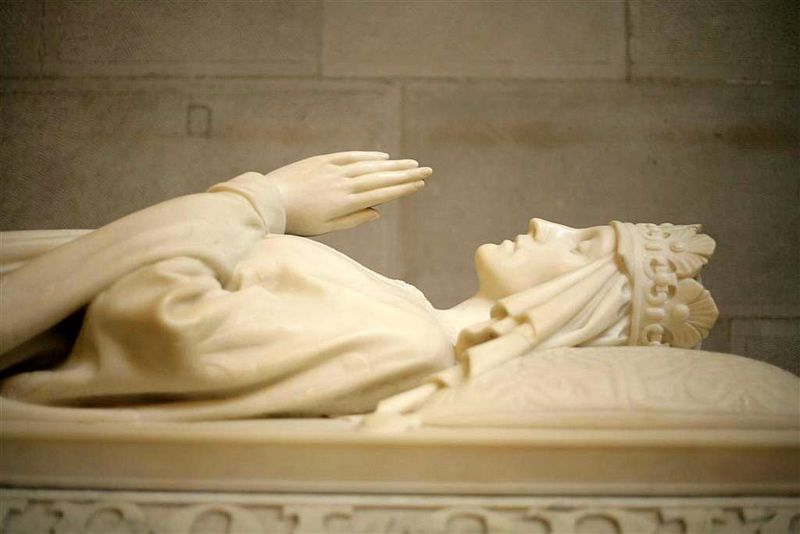
ヤドヴィガの石棺、ヴァヴェル大聖堂、クラクフ

1399年6月22日、ヤドヴィガは長女エルジュビェタ・ボニファティカを出産したが、難産がたたって母子ともに亡くなった。ヤドヴィガの死により夫ヴワディスワフ2世のポーランド王位は不安定になったが、ヤドヴィガに代わってポーランド王統を継承する有力なライバルがいなかったため、王位を死ぬまで保持し続けた。カジミェシュ3世には娘アンナがおり、ヴワディスワフ2世はその娘アンナ・ツィレイスカと再婚し、王女ヤドヴィガをもうけた。しかし、「王朝」の血を引くこの王女は1431年に父の4番目の妻ゾフィア・ホルシャンスカに毒殺されたといわれるが、その原因はリトアニア人のゾフィアの産んだ息子より、「王朝」の系譜を引くヤドヴィガに王位継承の優先権があると一部の貴族たちが見做していたことだったされる。
またヤドヴィガの姉の夫、ハンガリー王ジギスムントは、カジミェシュ3世の孫娘エリーザベトを母としている関係で、クヤヴィ公国の相続権も有しており、ポーランド王位につく資格は十分にあった。しかしポーランドの貴族たちはジギスムントを嫌っており、彼が王と認められる余地はなかった。また、彼の異母兄の皇帝ヴェンツェルもヴワディスワフ1世の玄孫に当たることからポーランド王となる資格を持っていたが、嗣子の無いまま1419年に死去している。ピャスト家の男系子孫の中で「王朝」に最も血筋が近いのはマゾフシェ公家の人々であるが、その一員であるシェモヴィト4世はヤドヴィガとの結婚に失敗していた。ピャスト家で残るもう一方のシロンスク公家の人々は、14世紀後半までにボヘミア王国の封臣となっており、ポーランド王国との関係が薄くなっていた。

## 功績
歴史学者であるオスカー・ハレツキとS・ハリソン・トムソンによると、ヤドヴィガはボレスワフ1世とカジミェシュ3世に匹敵する偉大なポーランド王の1人だったとされる。ヨガイラとの結婚はのちの時代のルブリン合同への道を開き、東欧に巨大なポーランド・リトアニア共和国を成立させるに至った。ヤドヴィガが愛していた婚約者ヴィルヘルムとではなく「年配の」ヨガイラと結婚したことは、自国のための犠牲であるとポーランド歴史学でよくいわれる。ヤドヴィガがチュートン騎士団との平和に尽力したことで、ポーランドが騎士団との決戦の準備を整えることが出来た、と伝記作家は強調している。
ヨガイラのポーランド王としての地位はヤドヴィガとの結婚に基づいていたので、ヤドヴィガが跡継ぎを残せず死んだことで、ヨガイラはその地位を弱めた。葬儀の6日後、ヨガイラは妻の死後はリトアニアに戻ると明言して、ポーランドを離れルテニアに向かった。ポーランドの領主はヨガイラとの交渉を始めるため、リヴィウに使節を送った。使節は彼に対し新たな忠誠を誓い、王としての地位を確認した。領主の要求に基づき、ヨガイラはアンナ・ツィレイスカとの結婚に同意した。 2人は1402年1月29日に式を挙げた。
ヤドヴィガの文化事業や慈善事業は非常に価値のあるものであった。具体的には、新しい病院、学校、教会を設立し、古くなっているものについては修復した。ヤドヴィガは教会の礼拝において現地語の仕様を推奨し、特にポーランド語での讃美歌を奨励した。また、聖書はヤドヴィガの命令でポーランド語に翻訳された。
カジミェシュ3世は1364年にクラクフ大学を設立していたが、その死後は機能していなかった。ヨガイラとヤドヴィガは共同してボニファティウス9世にクラクフにて神学部を設立する認可を求めた。教皇は1397年1月11日にその要請を認めた。ヤドヴィガはクラクフの中央通りに大学のための建物を購入した。しかしながらこの学部はヤドヴィガの死後1年後にようやく設立された。ヨガイラは1400年7月26日に大学再建の憲章を公布した 。ヤドヴィガの遺言に従い、大学再建の費用の一部はヤドヴィガの宝飾品の売却金によって賄われた。

## 列聖

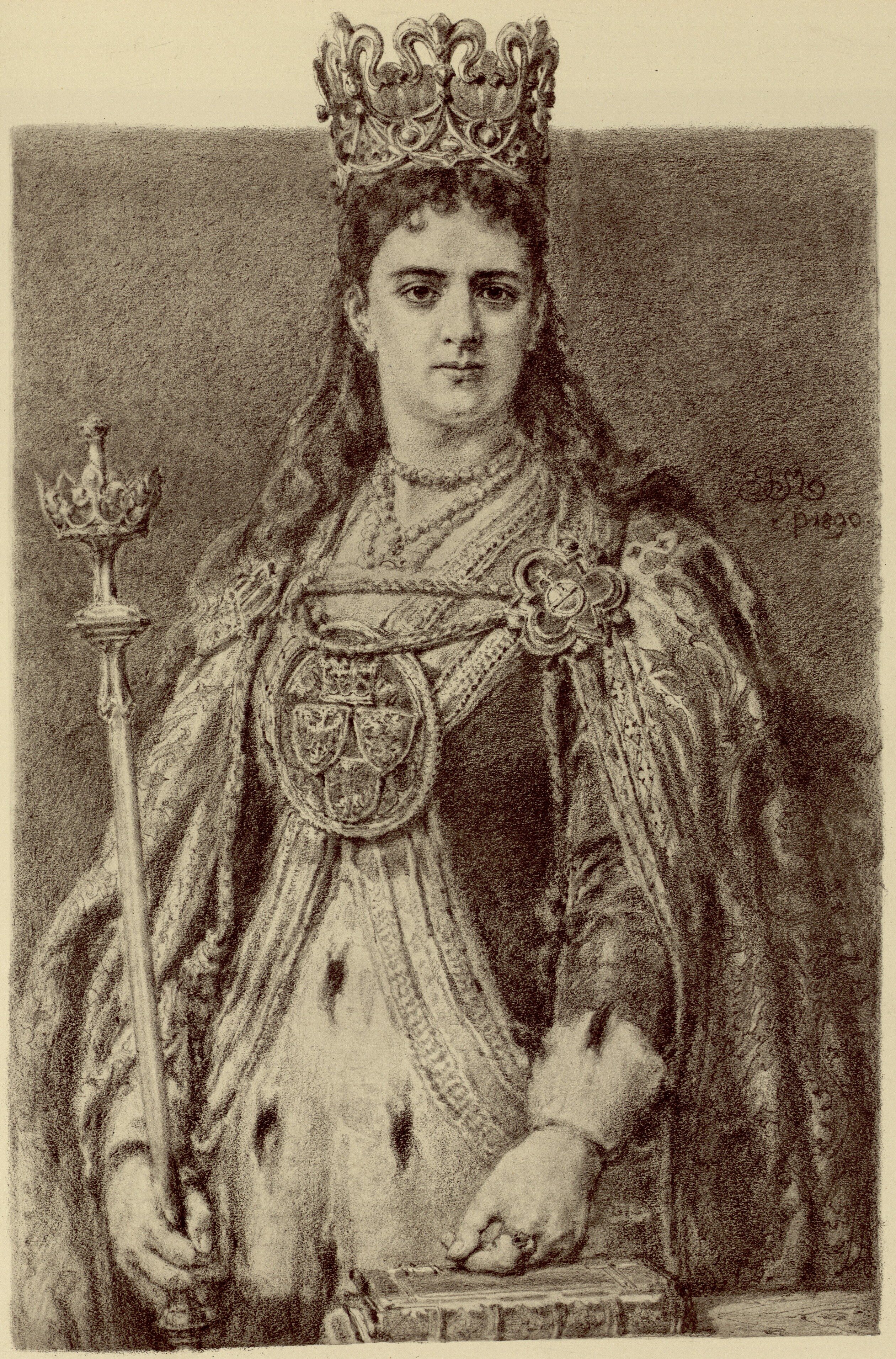
ヤン・マテイコによる肖像画

オスカー・ハレツキはヤドヴィガは東欧、中欧に向けて「キリスト教世界の普遍的遺産を伝えた。その頃、キリスト教は西欧では衰えていたが、東欧から中欧にかけてプレ・ルネサンス世界と融合しながら栄え始めた」と記した。ヤドヴィガはエルジェーベトとその姪たちであるポーランドのキンガ、ヨレンタ、サロメアなどの13世紀のハンガリーとポーランドで尊敬されていた王女と関係があった。ヤドヴィガは信心深いことで名声のある家柄に生まれ、毎日ミサに通っていた 。家系の伝統に従い、ヤドヴィガはとりわけ聖母マリアに信仰をささげた。ヴァヴェル大聖堂に置かれていた聖杯には、聖母マリアにポーランドを庇護下に置くよう願う碑文がヤドヴィガの要望によって彫られた。
ヤドヴィガは死後すぐからポーランドで崇敬を受けた。再建されたクラクフ大学の初代学長であったスタニスワフは「ヤドヴィガは最もキリスト教的な女王であった」と葬儀のために書いた説教の中で説いた。ザトールのパヴェルはヤドヴィガの墓に置かれた蝋人形について言及した。15世紀初頭に書かれた説教では、ヤドヴィガは救済や慈悲といった聖人女性の伝統的な美徳の典型例である、と強調されていた。クラクフ大学の再建に対する貢献も15世紀初頭の学者によって同様に言及されている。
ヤドヴィガが聖人であることを正当化する為に、数々の奇跡について伝説が作られた。有名なものは「ヤドヴィガの足跡」である。「ヤドヴィガの足跡」の伝説によると、ヤドヴィガが足につけていた宝石を、困窮して助けを求めていた石工に施した。彼女去ったあと、ヤドヴィガが来る前から固まっていたはずの、作業場にある漆喰の床にヤドヴィガの足跡があることを石工が見つけた、といわれている。この足跡として知られるものは、現在クラクフにある聖母マリア訪問教会（ポーランド語:Kościół Karmelitów Nawiedzenia NMP na Piasku）で見ることができる 。
また別の伝説では、ヤドヴィガが聖体の祝日に列席していた時に銅細工師の息子が川に落ちて溺死したが、ヤドヴィガがマントで少年の体を覆うと、 少年は息を吹き返したという。
1979年6月8日にヨハネ・パウロ2世はヤドヴィガの石棺に祈り、 1986年8月8日には典礼秘跡省が正式にヤドヴィガの列福を承認した。 1997年6月8日に教皇はクラクフでヤドヴィガを列聖した。

## ヤドヴィガを扱った作品
Hedvigis. Dziedziczka królestwa (2021) はクシシュトフ・コノプカによる、ヤドヴィガの幼少期と治世について描いたポーランドの歴史小説である。ヤドヴィガと姉のマーリア、母の物語を扱っている。
ポーランドの歴史テレビ番組Korona królówの第3シーズンにおいてヤドヴィガ女王が主役となっている。ダグマラ・ブリィジェクによって演じられた。幼少期のヤドヴィガはナタリア・ヴォルスカとアメリア・ザヴァツカによって演じられた。
ヤドヴィガはポーランドの指導者として戦略ビデオゲームのCivilization VIに登場する。RTSゲームのAge of Empires II Definitive Edition Dawn of the Dukesにはヤドヴィガを題材とするキャンペーンが実装されている。

### 一次文献
- The Annals of Jan Długosz (An English abridgement by Maurice Michael, with commentary by Paul Smith) (1997). IM Publications. ISBN 1-901019-00-4.

### 二次文献
- Brzezińska, Anna (1999). “Jadwiga of Anjou as the Image of a Good Queen in Late Medieval and Early Modern Poland”. The Polish Review (The Polish Institute of Arts and Sciences of America) XLIV (4):  407–437.
- Davies, Norman (2005). God's Playground: A History of Poland, Volume I: The Origins to 1795 (Revised Edition). Columbia University Press. ISBN 978-0-231-12817-9
- Deletant, Dennis (1986). “Moldavia between Hungary and Poland, 1347–1412”. The Slavonic and East European Review 64 (2):  189–211.
- Duczmal, Małgorzata (1996). Jagiellonowie. Kraków: Wydawnictwo Literackie. ISBN 83-08-02577-3
- Engel, Pál (2001). The Realm of St Stephen: A History of Medieval Hungary, 895–1526. I.B. Tauris Publishers. ISBN 1-86064-061-3
- Frost, Robert I. (2015). The Oxford History of Poland-Lithuania, Volume I: The Making of the Polish-Lithuanian Union, 1385–1567. Oxford University Press. ISBN 978-0-19-820869-3
- Gromada, Thaddeus V. (1999). “Oscar Halecki's Vision of Saint Jadwiga of Anjou”. The Polish Review (The Polish Institute of Arts and Sciences of America) XLIV (4):  433–437.
- Halecki, Oscar (1991). Jadwiga of Anjou and the Rise of East Central Europe. Polish Institute of Arts and Sciences of America. ISBN 0-88033-206-9
- Jackson, Guida M. (1999). Women Rulers Throughout the Ages: An Illustrated Guide. ABC-CLIO. ISBN 1-57607-091-3
- Jasienica, Paweł (1988) (ポーランド語). Polska Jagiellonów [Jagellonian Poland]. Państwowy Instytut Wydawniczy. ISBN 83-06-01796-X
- Knoll, Paul W. (2011). “Religious Toleration in Sixteenth-Century Poland: Political Realities and Social Constraints”. In Louthan, Howard; Cohen, Gary B.; Szabo, Franz A. J.. Diversity and Dissent: Negotiating Religious Difference in Central Europe, 1500–1800. Berghahn Books. pp. 30–52. ISBN 978-0-85745-108-8
- Monter, William (2012). The Rise of Female Kings in Europe, 1300–1800. Yale University Press. ISBN 978-0-300-17327-7
- Sedlar, Jean W. (1994). East Central Europe in the Middle Ages, 1000–1500. University of Washington Press. ISBN 0-295-97290-4
- Sroka, Stanisław Andrzej (1999) (ポーランド語). Genealogia Andegawenów węgierskich [Genealogy of the Hungarian Angevins]. Towarzystwo Naukowe Societas Vistulana. ISBN 83-909094-1-3
- Wdowiszewski, Zygmunt (2005) (ポーランド語). Genealogia Jagiellonów i Domu Wazów w Polsce. Avalon
- Wolf, Armin (1993). “Reigning Queens in Medieval Europe: When, Where, and Why”. In Parsons, John Carmi. Medieval Queenship. Sutton Publishing. pp. 169–188. ISBN 0-7509-1831-4